# دهستان کته‌سرخمام
کته‌سرخمام، دهستانی است از توابع بخش مرکزی شهرستان خمام در استان گیلان ایران.

## جمعیت
براساس سرشماری سال ۱۳۸۵جمعیت آن ۱۱۷۵۷نفر (۳۴۱۶خانوار) بوده است. 